# Lucien Guitry
Lucien Germain Guitry, född 13 december 1860 i Paris, död där 1 juni 1925, var en fransk skådespelare. Han var far till Sacha Guitry.
Under 1880-talet utvecklade sig Guitry vid den franska Mikaelsteatern i Sankt Petersburg till en modern karaktärsskådespelare av hög klass. Hans spelstil var manlig, mänsklig och full av fantasi och temperament. Efter hemkomsten var han anställd vid olika Paristeatrar, bland annat Theatre Francais, Théâtre de l'Odéon och Théâtre de la Porte-Saint-Martin. Åren 1902–1905 ledde han Théâtre de la renaissance och spelade från 1920 på den av hans son ledda Théâtre Edouard VII. Bland hans roller märks Misantropen, Jupiter i Amphitryon, Coupeau i Fällan, Flambeau i Örnungen, samt Chantecler och Crainquebille. Guitry skrev även för teatern.